# روئینگ در المپیک تابستانی ۱۹۸۰
رویینگ در بازی‌های المپیک تابستانی ۱۹۸۰ نام رویداد ورزش رویینگ در بازی‌های المپیک تابستانی بود که در سال ۱۹۸۰ برگزار شد. این مسابقات از چهارده بخش تشکیل شده بود که ۲۰ تا ۲۷ ژوئیه برگزار شد.

## جدول مدال‌ها
| رتبه  | کشور                 | طلا | نقره | برنز | مجموع |
| ۱     | آلمان شرقی (GDR)     | ۱۱  | ۱    | ۲    | ۱۴    |
| ۲     | اتحاد شوروی (URS)    | ۱   | ۹    | ۲    | ۱۲    |
| ۳     | رومانی (ROU)         | ۱   | ۰    | ۲    | ۳     |
| ۴     | فنلاند (FIN)         | ۱   | ۰    | ۰    | ۱     |
| ۵     | بلغارستان (BUL)      | ۰   | ۱    | ۳    | ۴     |
| ۶     | بریتانیای کبیر (GBR) | ۰   | ۱    | ۲    | ۳     |
| ۷     | لهستان (POL)         | ۰   | ۱    | ۱    | ۲     |
| ۷     | یوگسلاوی (YUG)       | ۰   | ۱    | ۱    | ۲     |
| ۹     | چکسلواکی (TCH)       | ۰   | ۰    | ۱    | ۱     |
|       |                      |     |      |      |       |
| مجموع | مجموع                | ۱۴  | ۱۴   | ۱۴   | ۴۲    |